# محرز بن نضلة
مُحْرِز بْنُ نَضْلَة (المتوفي سنة 6 هـ) المُلقّب بـ الأخرم، صحابي بدري، هاجر إلى يثرب، وشارك في غزوات بدر وأحد والخندق، وقتل في غزوة ذي قرد.

## سيرته
كان محرز بن نضلة بن عبد الله بن مرة الأسدي من حلفاء بني عبد شمس بن عبد مناف في الجاهلية، وقد أسلم وهاجر إلى يثرب، فحالف بني عبد الأشهل أحد بطون الأوس، وقد آخى النبي محمد بينه وبين عمارة بن حزم. شارك محرز بن نضلة مع النبي محمد في غزوات بدر وأحد والخندق، وقُتل في غُزاة يوم السرح سنة 6 هـ، قتله مسعدة بن حكمة الفزاري، وكان عمره يوم قتل 37 أو 38 سنة، وكان رجلاً أبيضًا، حسن الوجه.